# 大和田荘七
大和田 荘七（おおわだ しょうしち、安政4年2月11日（1857年3月6日） - 昭和22年（1947年）1月30日）は、日本の実業家。北前船の船主であり、大和田銀行や大和田貯金銀行を創立した。

## 経歴

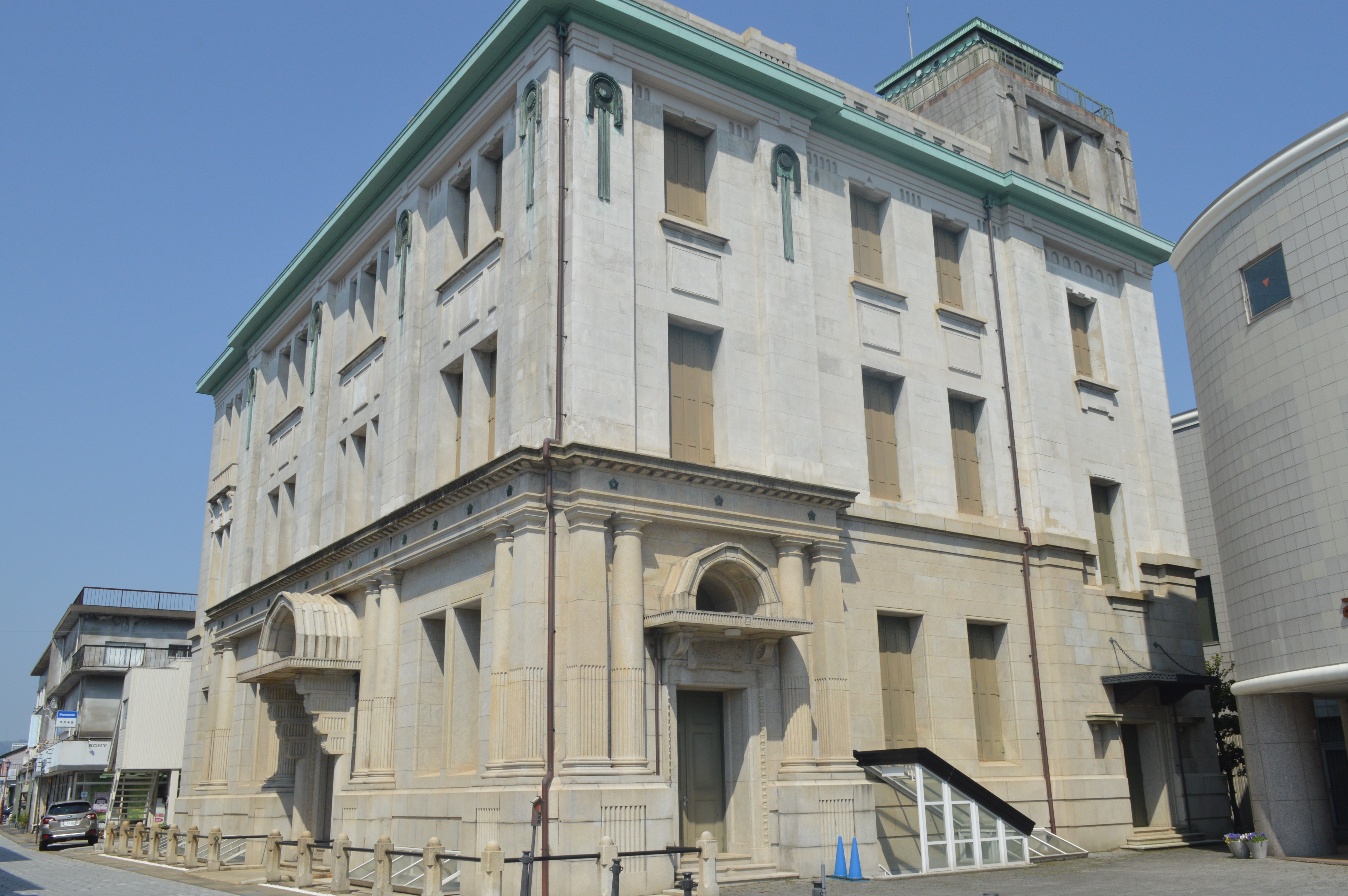
敦賀市立博物館（旧・大和田銀行本店）

安政4年2月11日（1857年3月6日）、越前国敦賀（現・福井県敦賀市）に生まれた。出生名は山本 亀次郎（やまもと かめじろう）。父親は薬屋の山本三郎兵衛であり、兄の山本九郎左衛門は、大和田炭鉱株式会社取締役を務めた。初代大和田荘七に見込まれ、初代大和田荘七の長女万寿子と結婚して大和田家の婿養子となった）。1887年（明治20年）、30歳のときに2代目大和田荘七を襲名した。1892年（明治25年）、大和田銀行を設立した。
2代目大和田荘七は敦賀港の国際貿易港指定や港湾整備に尽力し、1899年（明治32年）には敦賀港が国際貿易港に指定された。1907年（明治40年）、敦賀商業会議所の初代会頭に就任した。1916年（大正5年）、藍綬褒章を受けた。1945年（昭和20年）、大和田銀行は三和銀行に吸収合併された。1947年（昭和22年）1月30日、90歳で死去した。

## 石像・銅像

敦賀市立博物館横にある大和田荘七の銅像、2005年撮影。

1932年（昭和7年）6月17日、2代目大和田荘七が土地を寄贈した敦賀町役場の敷地内（現・敦賀市民文化センター）に、2代目大和田荘七の銅像が建立された。太平洋戦争中の金属類回収令で供出されたが、1952年（昭和27年）4月には石像として再建された。1989年（平成元年）7月には敦賀港開港90周年記念事業の一環で、敦賀市民文化センターの敷地内に2代目大和田荘七の銅像が新設され、石像は敦賀市立博物館（旧大和田銀行本店）の敷地内に移設された。

## 家族

### 山本家
- 実父・三郎兵衛
薬種商
- 兄・九郎三衛門（1853年～没年不明）
大和田炭鉱株式会社取締役

### 大和田家
- 養父・荘七（初代）
- 長男・正吉
- 次男・信吉
工学士、越前電燈株式会社技師長
- 三男・立吉
- 四男・繁次郎
後に分家。
- 長女・とみ
法学士、和歌山県士族、後藤栄蔵の長男・勇の妻。
- 四女・亀
山田斂の長男・甫の妻。
- 養弟・金之助

尚、子孫に俳優の大和田伸也や大和田獏がいる。